# 박민서 (2000년)
박민서(朴民西, 2000년 9월 15일 ~ )는 대한민국의 축구 선수로 포지션은 왼쪽 풀백, 중앙 미드필더, 센터포워드이며 현재 K리그1 울산 HD 소속이다.